# Викторија (певачица)
Снежана Мишковић, позната и као Викторија (Вучитрн, 19. децембар 1958) југословенска је и српска рок певачица. Своју музичку каријеру започела је са групом Аске, са којом је издала три албума и учествовала на Евросонгу, а прославила се као певачица и фронтмен групе Викторија, коју је основала 1986. године. Са овом групом издала је четири албума, а крајем деведесетих година 20. века је, након што се група разишла, наставила соло каријеру користећи управо име групе као своје уметничко име, по коме је и данас препознатљива. Као соло уметница, Викторија је издала свега неколико синглова, а свој опроштајни концерт одржала је 2014. године у Сава центру, након чега се повукла са медијске сцене и тренутно углавном компонује песме за друге певаче.

## Биографија

### Детињство и музички почеци
Рођена је 19. децембра 1958. године у Вучитрну, на Косову, од родитеља просветних радника, где је и провела своје детињство. Са четири године је почела да свира хармонику, сањала о Београду и рокенролу, играла балет у основној школи у Косовској Митровици и похађала музичку школу у којој је свирала клавир. Економски факултет у Београду уписала је 1976. године, када је и дошла у Београд и постала део КУД Крсмановић, где је певала, а кратко је била члан групе Поп полифонија.

### Аске
Музичку каријеру је почела као чланица групе Аска, са Изолдом Баруџијом, Снежаном Стаменковић и Сузаном Перовић. Први сингл ове групе био је Хало, хало са којим су наступале на евровизијском такмичењу у Енглеској где су освојиле 14. место. Након Евровизије су, у оквиру културне размене, наступале и у Кенији. Исте године, група је за издавачку кућу Југотон објавила албум Диско рок, а две године касније су објавиле последњи албум под називом Катастрофа. Група се разишла 1986. године.

### Викторија
Крајем исте године, Снежана је снимила песму Шарене улице, а убрзо потом је основала групу по имену Викторија, а по имену те групе је већина данашње публике и зна. Група је 1988. године дебитовала албумом Спаваћеш сам, који је издао ПГП-РТБ. У том периоду, група је сарађивала са познатим рок музичарима попут Боре Ђорђевића и Милана Младеновића. Године 1989. изабрана је и за најбољу рок певачицу, а већ следеће године је на МЕСАМ-у добила статус певачице године. Током 1990. године учествовала на Југословенском избору за Евросонг, где се представила песмом Рат и мир.
Наредне, 1991. године, група Викторија је, такође у сарадњи са ПГП-РТБ објавила албум Ја верујем, а на албуму су се као гости појавили Зоран Кики Лесендрић и Дино Дворник, са којим је урадила дует Од Сплита до Београда. Песме су биле веома слушане, а плоча је достигла дијамантски тираж. Свој први солистички концерт имала је у Сава центру 1992. године, а један од гостију био је и Здравко Чолић. Убрзо након тога је изашао и компилацијски албум под називом И ништа више.
Албум Ја знам да је теби криво објавила је 1995. године за издавачку кућу ITMM, на ком се налази и неколико обрада, а један од аутора песама био је Рамбо Амадеус. Током постојања, кроз групу је прошло доста музичара, а међу њима је и Аца Лукас, који је у једном периоду свирао клавијатуре. У наредном периоду, бенд је престао да постоји, а Снежана је наставила да наступа као самостална уметница, задржавши име групе као своје уметничко име.

### Соло каријера
Викторија је 2000. године отпевала нумеру за филм Сенке успомена у коме су, између осталих, глумили Радмила Савићевић, Соња Савић, Бата Живојиновић, Никола Којо и други. Након дуже медијске паузе, Викторија је 2005. године учествовала на Беовизији, представљајући се песмом Кажи сестро, са којом је освојила шесто место.
Током 2010. године Викторија је у Њу Орлеансу снимила две песме са музичарем Ерлом Туном, а било је и планирано да изда албум за америчко тржиште, међутим, од тога се одустало. Године 2013. промовисала је свој сингл Спас, а идуће године одржала је свој опроштајни концерт у Сава центру, на ком је отпевала неке од својих највећих хитова као што су Арија, Дај, не питај, Баракуда, Рат и мир, Само терај ти по своме, Љубав је само реч и други. Концерт је посветила својој ћерки, која је желела да је види на бини.
Викторија је у августу 2015. године у једном интервјуу изјавила да песма Uptown Funk, коју изводе Бруно Марс и Марк Ронсон, садржи 80% њене нумере Улице мрачне нису за девојке коју је снимила 1984. године. Ову вест су чак пренели и неки британски медији, али је певачица одустала од тужбе, наводећи да јој је за то потребно доста новца.

## Учешће у ријалити емисијама
Викторија је септембра 2009. године постала учесница првог серијала ријалити програма „Фарма”, у ком је освојила пето место.
Године 2010. Викторија је била један од учесника кулинарске емисије „Први кувар Србије”, а током 2017. године је учествовала у првој сезони ријалити-шоуа „Задруга”.

## Приватни живот
Викторија данас живи и ради у Београду. Године 1998. добила је ћерку Тару, а крајем 2014. године певачица се повукла са медијске сцене и данас се повремено појављује у јавности. Разлог за повлачење био је тај што, према њеним речима, музика којом се она бави не доноси новац, па уместо тога сада углавном компонује за друге певаче. Бира где ће се појавити и не пристаје на интервјуе са сваким. Ватрени је поборник рокенрола и борац за поновни повратак рока на снагу.

## Дискографија
Као чланица групе Аске
- Хало, хало (1982)
- Диско рок (1982)
- Катастрофа (1984)

Група Викторија
- Спаваћеш сам (1988)
- Ја верујем (1991)
- И ништа више (1992)
- Ја знам да је теби криво (1995)

## Фестивали
Југословенски избор за Евросонг:
- Хало, хало (са групом Аска), победничка песма, Љубљана '82
- Рат и мир, пето место, Задар '90

Евросонг:
- Хало, хало (са групом Аска), 14. место, '82

Опатија:
- Бежим (са групом Аска), '82
- Вози брже (са групом Аска), '85

Загреб:
- Буди фер (са групом Аска), '82
- Шарене улице, '86

Ваш шлагер сезоне, Сарајево:
- Поред мене (са групом Аска), '83

Сплит:
- Странац мој (са групом Аска), '83

МЕСАМ:
- Кад те гледам (са групом Аска), '84
- Љуби ил' остави (са групом Аска), '85
- Само терај ти по своме, друга награда жирија, '89

Београдско пролеће:
- Љубав је само реч (Вече посвећено хитовима Београдског пролећа поводом 30 година од оснивања фестивала), '91
- Исус, '92

Беовизија:
- Кажи сестро, 2005